# Mahmoud Tarzi
Mahmoud Tarzi appelé aussi Mahmoud Beg Tarzi (né le 23 août 1865 à Ghazni et mort le 22 novembre 1933  à Istanbul) (pachtou et dari : محمودبیگ طرزی) est un intellectuel, journaliste et homme politique afghan. Il est considéré en Afghanistan comme « le père de la presse afghane »,.

## Biographie
Fils du sardar (« prince ») Ghulam Muhammad Tarzi (en), appartenant au clan royal des Mohammadzaï (appelé aussi Berakzai), par la branche des sardars de Kandahar (le princes-gouverneurs de Kandahar qui ont gouverné cette province jusqu'en 1855, où l'armée du dernier sardar-régnant de Kandahar, Rahmdel Khan (le grand-père paternel de M. Tarzi)  s'est vu battre par l'armée levée par son demi-frère, l'Émir Dost Mohammad Khan de Kaboul. Dès lors, le père de M. Tarzi, sardar Ghulam Mohammad Khan Tarzi qui n'a plus d'activité officielle va vivre entre la cour de Kaboul et sa Kandahar natal, il devint proche du souverain et de son premier successeur, Sher Ali Khan.

Ghulam Mohammad Khan Tarzi était un intellectuel et poète, il n'hésitait pas de critiquer ouvertement l'autocratie du souverain  et va connaître même la prison à plusieurs reprises sous Sher Ali Khan. Le père de Mahmoud Tarzi a eu une vie tourmentée. Malgré tout, Tarzi père est libéré à chaque fois avec les dignités. En 1879, l'Afghanistan est envahi par les troupes britanniques, Sher Ali Khan s'enfuit à Mazar-e-Sharif où il meurt, son fils et successeur l'émir Yacoub Khan se voit contraint à l'exil forcé en Inde et la course à la succession va voir s'affronter le second fils du défunt Sher Ali Khan, auquel Tarzi lui apporte son soutien, et son neveu, le prince Abdur Rahman Khan, qui rentre d'exil d'Asie centrale et devint le nouvel émir. Le nouveau souverain va se débarrasser de tout éventuel danger, soit en exécutant les uns, soit en emprisonnant les autres et exilant les princes influents du pays. Le père de Mahmoud Tarzi, Ghulam Mohammad Khan Tarzi va une fois de plus s'attaquer à l'autorité royale en traitant le souverain de corbeau solitaire dans un jardin démunis de fleurs, d'oiseau, etc. dans un de ses vers. Cette fois-ci, le prince de Kandahar se voit contraint à l'exil en Inde et ses biens confisqués.
Mahmoud « Beg » Tarzi suit son père et l'ensemble de sa famille, exilés en 1882 sur l'ordre de l'émir Abdur Rahman Khan. Ils trouvent refuge à Damas, où  Mahmoud fréquentera divers établissements scolaires, notamment français.
Outre le pachtou et le dari, qui sont ses langues maternelles, l'éducation qu'il reçoit lui permet de parler couramment l'arabe, le turc, le français, ainsi que l'ourdou. À Damas, il exercera des fonctions de secrétaire au sein du gouvernorat ottoman de la province de Syrie. Il visitera l'Égypte, la Turquie, la France ; il en retirera un récit de voyage publié en 1890.
Veuf depuis 1884, il épouse en 1892 Asma Rasmiya, fille  du cheikh Saleh Al-Mossadiah, muezzin de la prestigieuse Grande Mosquée des Omeyyades de Damas dont les enseignements sont réputés dans le monde arabo-musulman. Ils auront vingt enfants, dont neuf survivront.

### Le réformiste

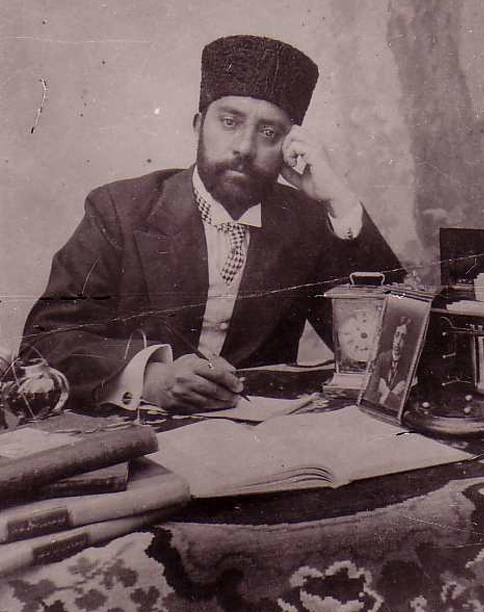
Mahmoud Beg Tarzi.

Après la mort d'Abdur Rahman Khan, l'émir Habiboullah autorise en 1903 la famille Tarzi à revenir en Afghanistan. Mahmoud Tarzi est nommé au bureau des traductions, où sa mission consiste essentiellement à informer l'émir des affaires internationales. Il deviendra bientôt l'un de ses proches et conseillera même Habiboullah sur divers sujets.
Durant son exil, Mahmoud Tarzi a non seulement été au contact de la culture occidentale, mais il a subi l'influence des idées réformistes et panislamistes répandues dans l'empire ottoman et dans le monde arabo-musulman par Djemâl ad-Dîn Al-Afghâni. Il est convaincu que l'état de dépendance du monde musulman n'est pas seulement dû à la puissance militaire des pays occidentaux, mais aux carences de l'éducation et aux retards dans tous les domaines scientifiques, techniques et de l'industrie. 
À cette époque, Mahmoud Tarzi adhère aux idées du mouvement Jeunes-Turcs, qui influençait considérablement le monde intellectuel ottoman. Il fut convaincu que ce mouvement pouvait opérer les changements nécessaires dans le monde musulman, afin de sortir ce dernier de son retard par rapport à l'Occident.

### L'homme politique
Il dirige la légation d'Afghanistan en France de 1922 à 1924.